# 신한당
신한당(新韓黨)은 1966년 5월 30일부터 1967년 2월 7일까지 생존한 대한민국의 정당이다. 1965년 민중당을 창당한 윤보선 전 대통령이 이후 민중당을 탈당하고 1966년 만든 정당이다. 이 당의 총재에 취임하기도 했다. 이후 1967년 신한당과 민중당이 통합하여 신민당이 창당되어 단명 정당이 되었다.